# Anwar al-Awlaki
Anwar al-Awlaki (også stavet al-Aulaqi; Arabisk أنور العولقي Anwar al-‘Awlaqī; 21. april 1971 - 30. september 2011) var en amerikansk og yemenitiske imam, der var ingeniør og underviste ved træning. Ifølge amerikanske embedsmænd, var han en senior talentrekruttør og motivator, der var involveret med planlægning af operationer for den islamistiske militante terrorgruppe al-Qaeda. Med en blog, en Facebook-side, og mange YouTube-videoer, beskrev den saudiske nyhedsstation Al Arabiya ham som "biden Laden af internettet", selvom Osama bin Laden angiveligt holdt Aulaqi i lav agtelse. Mange af hans videoer er efterfølgende blevet fjernet fra YouTube efter en anmodning fra den amerikanske kongres.
Amerikanske embedsmænd har udtalt, at al-Awlaki talte med og prædikede for en række af al-Qaeda medlemmer og tilknyttede, herunder tre af flykaprere i terrorangrebet den 11. september 2001, Fort Hood skytten Nidal Malik Hasan og "underbukse-bomberen" Umar Farouk Abdulmutallab; han var angiveligt også involveret i planlægningen af dette angreb. Den yemenitiske regering forsøgte at få ham dømt in absentia i november 2010, for at have planlagt at dræbe udlændinge og være medlem af al-Qaeda. En yemenitiske dommer beordrede ham fanget - "død eller levende". Ifølge amerikanske embedsmænd blev al-Awlaki forfremmet til rang af "regional chef" i al-Qaeda i 2009. Han har gentagne gange opfordret til jihad mod USA.
I april 2010 placerede den amerikanske præsident Barack Obama al-Awlaki på en liste over personer i USA, som CIA var bemyndiget til at dræbe. Det "målrettede drab" på en amerikansk statsborger, beskrives sommetider som en attentat ordre, der var uden fortilfælde. Anwar al-Awlaki mentes at have skjult sig i det sydøstlige Yemen i de sidste år af hans liv. al-Awlaki blev dræbt ved et droneangreb i Yemen den 30. september 2011. To uger senere blev al-Awlakis 16-årige søn, Abdulrahman al-Aulaqi, en amerikansk statsborger, der blev født i Denver, også dræbt af et droneangreb i Yemen. Nasser al-Aulaqi, far til Anwar, lavede efterfølgende en lydoptagelse hvor han fordømte mordet på sin søn og barnebarn som meningsløse drab.
I oktober 2012 hævede den tidligere PET agent Morten Storm, at han var direkte årsag til drabet på Anwar al-Awlaki."
I januar 2015 hævdede Cherif Kouachi i forbindelse med angrebet på Charlie Hebdo at han var finansieret af al-Awlaki.